# Pierre Poupo
Pierre Poupo (* 1552 in Bar-sur-Seine; † 1590 in Genf) war ein französischer Dichter.

## Leben
Pierre Poupo trat 1580 zum Calvinismus über und ging 1584 nach Genf. Dort starb er vor dem Alter von 40 Jahren. Er hinterließ christliche Dichtung unter dem Titel La muse chrétienne.

## Werke (moderne Ausgaben)
- La muse chrestienne. Hrsg.  Anne Mantero. Société des textes français modernes, Paris 1997.